# Salvador Valeri i Pupurull

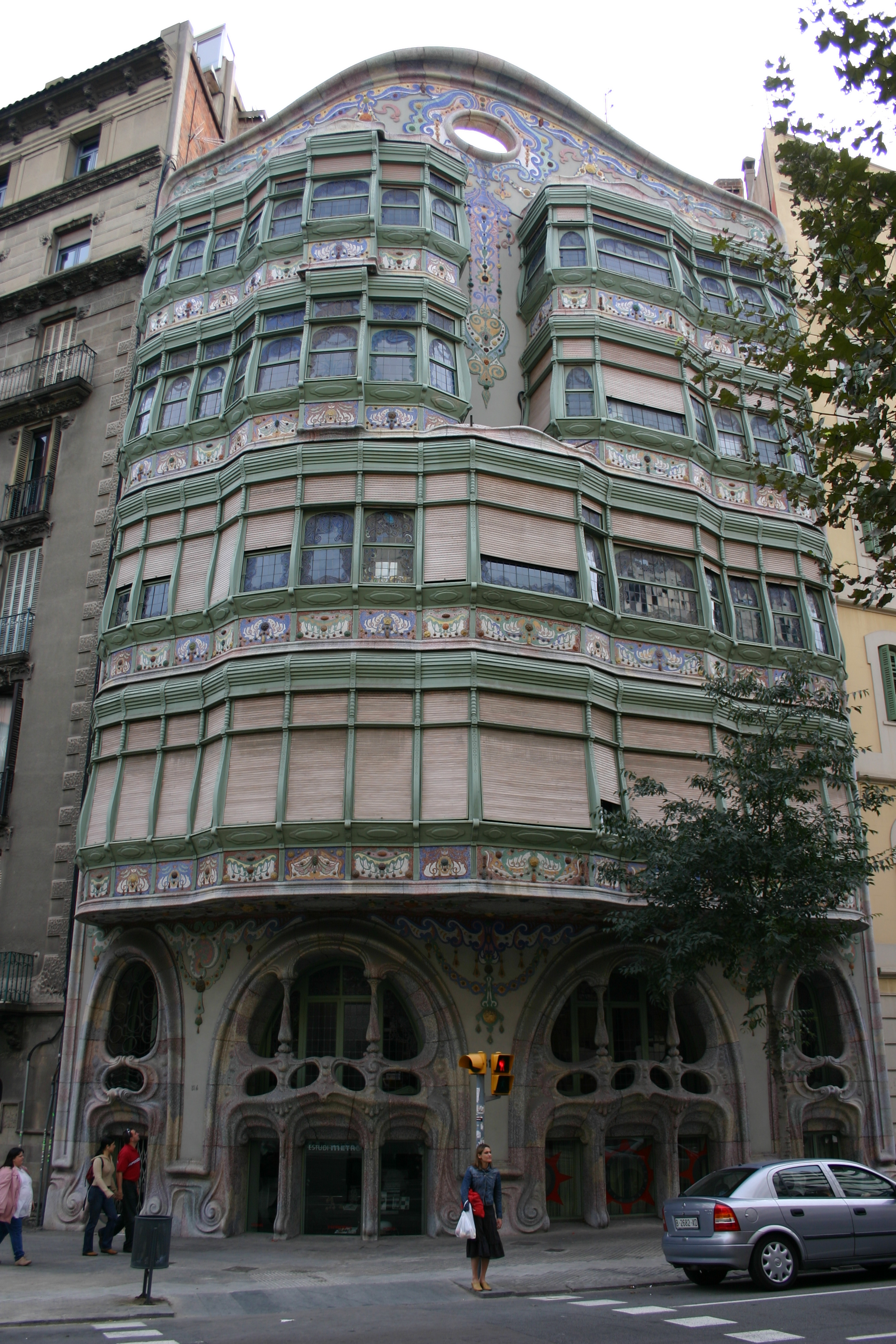
Casa Comalat. Façana del carrer de Còrsega.

Salvador Valeri i Pupurull (Barcelona, 30 de maig de 1873 - 22 d'abril de 1954) fou un arquitecte modernista català.

## Biografia
Fill de Joan Valeri i Anglà mestre d'obres natural d'Oristà i d'Elvira Pupurull i Torrens de Barcelona, va estudiar a l'Escola d'Arquitectura de Madrid i a l'Escola d'Arquitectura de Barcelona, on va obtenir la seva titulació d'arquitecte el 2 d'agost de 1899. Treballà molts anys com a arquitecte municipal al Papiol.

## Obres

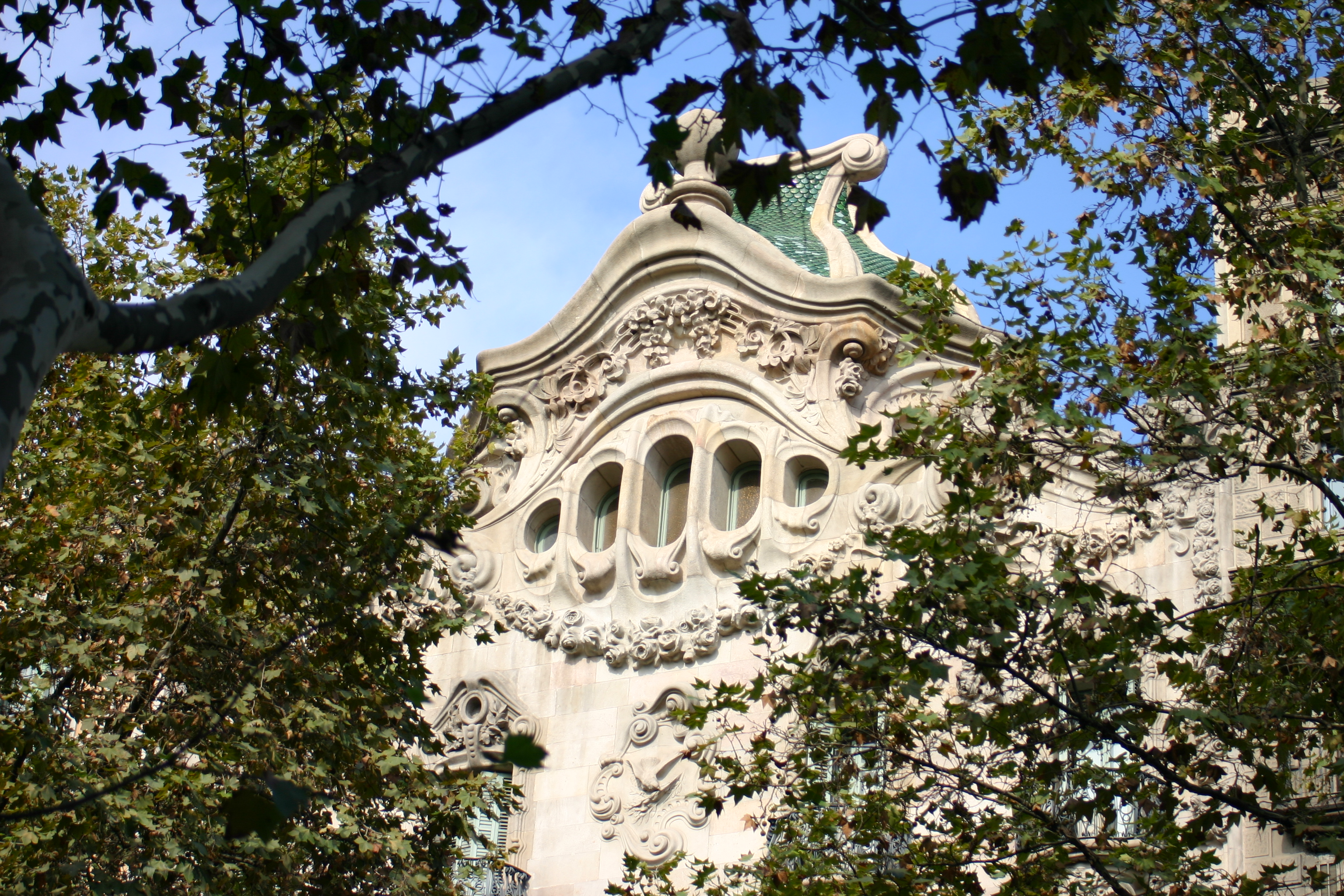
Detall de la façana de la Diagonal de la casa Comalat

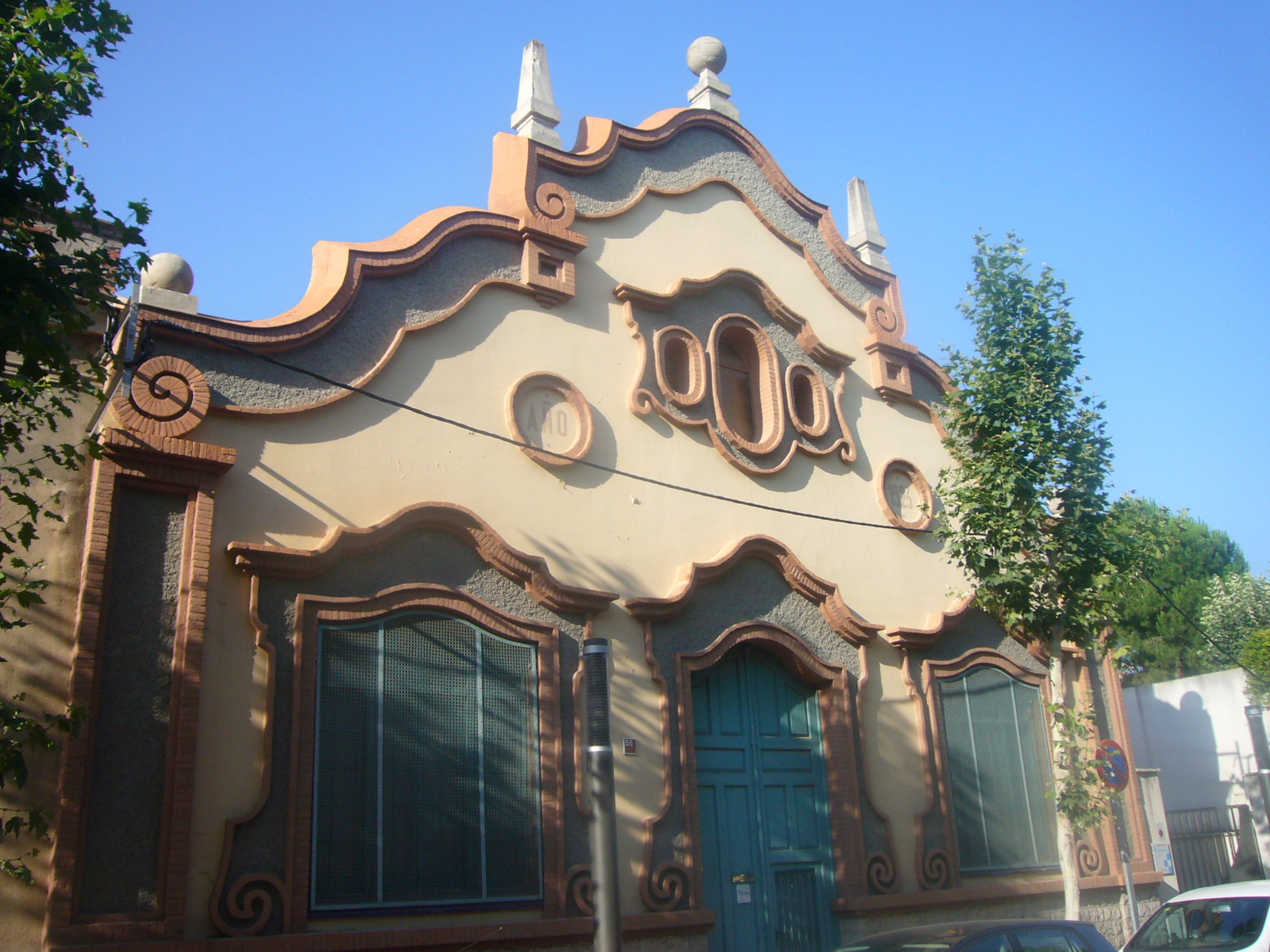
Fàbrica Roca i Clos, a Igualada (1923)

Les seves obres modernistes es caracteritzen per l'ús de les formes ondulades, la riquesa ornamental i l'aplicació de ceràmica vidriada.

### Casa Comalat
Situada a Barcelona, a l'avinguda Diagonal, 442 i al carrer Còrsega, 316 (41° 23′ 39.42″ N, 2° 9′ 37.92″ E / 41.3942833°N,2.1605333°E), és una obra insòlita, construïda entre 1906 i 1911, amb clares influències gaudinianes. Destaquen especialment les façanes: la principal (avinguda Diagonal), simètrica i urbana, i la posterior (carrer Còrsega), menys formal, policromada i decorada amb unes curioses galeries de fusta amb persianes i ceràmiques de colors. L'interior no és menys espectacular: a més dels esplèndids paviments de mosaic, compta amb un mobiliari exquisit, de formes extremades, en particular els bancs i els llums del vestíbul.

### Can Trian
Valeri també va projectar la casa d'estiueig de Fèlix Trian a Sant Vicenç dels Horts. Can Trian, com és anomenada, està situada al carrer Barcelona, al bell mig del poble. Can Carol, també situada al carrer Barcelona. A Sant Vicenç també hi va edificar la Casa Gensana i la Fàbrica Prats.

### Fàbrica Roca i Clos
L'any 1923 fou autor de la fàbrica tèxtil Roca i Clos, edifici modernista situat al Passeig Verdaguer, 55, d'Igualada, que ha estat restaurat. La façana inclou línies sinuoses i angulades al coronament i als trencaaigües, fetes amb terra cuita. La cornisa amaga les teulades i està coronada amb pinacles i esferes de pedra.

### Altres obres
A Barcelona: la Torre de Sant Jordi (1908, C/Sant Eudald 11), la Torre Cortés (1913, plaça de Pedralbes s/n), la Casa Espona i la Casa Llaudet (1915), la seva Casa familiar Sellent-Valeri a la Baixada de Briz 20-22 (1926, en la qual va residir el 1931-32 el compositor Arnold Schönberg), la Casa Manefa (1930, Sant Pere més Alt 21) i dues cases al carrer Camèlies 5 i 7, actualment desaparegudes.
La casa Bou o Casa de Pedra (1914) al Papiol, el casino de Sant Andreu de la Barca (1926), cellers a Sant Esteve Sesrovires, la casa Sindreu a l'Ametlla del Vallès i la fàbrica Cíclop (1944) a Igualada.